# Glossurocolletes bilobatus
Glossurocolletes bilobatus är en biart som först beskrevs av Michener 1965.  Glossurocolletes bilobatus ingår i släktet Glossurocolletes och familjen korttungebin. Inga underarter finns listade i Catalogue of Life.

## Bildgalleri

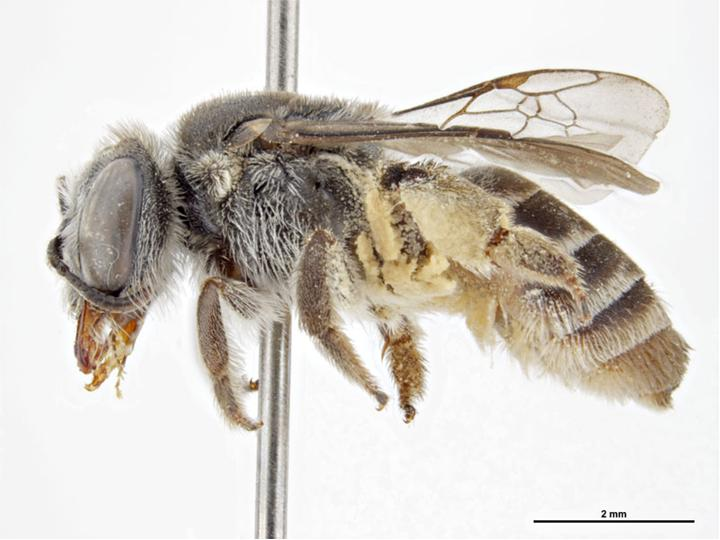
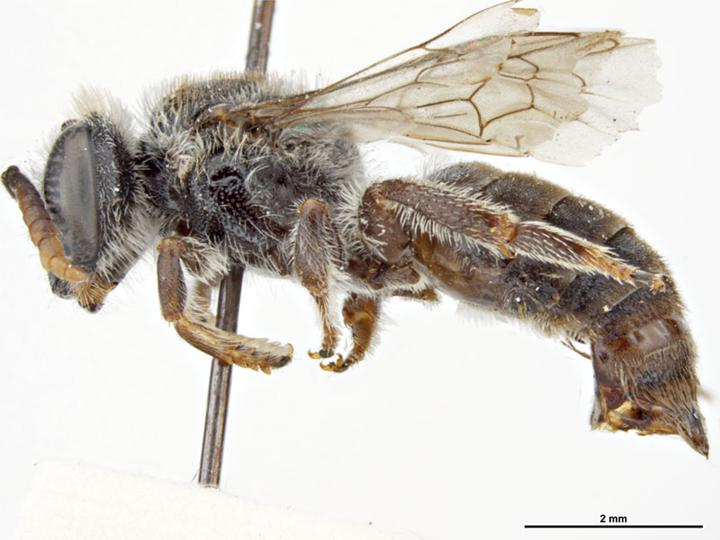